# Housata
Housata je český barevný film natočený režisérem Karlem Smyczkem v roce 1979. Film vypráví o dospívajících děvčatech z internátu. Jedna z nich má kluka, s kterým si dopisuje, ale její dopisy píše za ní kamarádka. Když kluk přijede, dozví se pravdu.